# Queer Eye (Fernsehsendung, 2018)
Queer Eye (deutsch in etwa „das queere Auge“, „der queere Blick“) ist eine US-amerikanische Reality-TV-Fernsehsendung, die am 7. Februar 2018 beim Video-on-Demand-Anbieter Netflix startete. Die Serie ist eine Neuauflage der gleichnamigen Fernsehsendung (2003–2007) des Senders Bravo, in der fünf queere Experten (die so genannten Fab Five, kurz für Fabulous Five – die „Fabelhaften Fünf“) Personen in Alltagsfragen zu Mode, Lifestyle und verwandten Themen beraten.
Die achte Staffel von „Queer Eye“ startete am 24. Januar 2024 auf Netflix.

## Besetzung
- Antoni Porowski: Experte für Essen und Wein
- Tan France:  Experte für Mode
- Karamo Brown: Experte für Kultur und Self-Image
- Bobby Berk (Staffel 1–8[2]): Experte für Design und Innenarchitektur
- Jonathan Van Ness: Experte für Haar- und Körperpflege
- Jeremiah Brent (Staffel 9-): Experte für Design und Innenarchitektur

## Konzept
Die Episoden der Reality-Serie folgen immer einem ähnlichen Schema. Die Fab Five bekommen eine Zusammenfassung über eine Person, die sie eine Woche in verschiedenen Lebensbereichen (Essen und Wein; Mode; Kultur; Wohnen; Pflege) begleiten und beraten werden. Damit verbringen die Fab Five deutlich mehr Zeit mit den Kandidaten als noch in der Originalshow, was für eine intensivere Beziehung sorgen soll. Zwar geht es vordergründig um optische Veränderungen wie einen neuen Haarschnitt oder das Kaufen neuer Kleidungsstücke, es werden aber regelmäßig tiefere Thematiken, wie die Wertschätzung eines Kandidaten zu sich selbst, oder gesamtgesellschaftliche Probleme, wie Rassismus oder Homophobie, angesprochen. Die Kandidaten werden Heroes genannt. Gab es in der ersten Staffel ausschließlich Heroes männlichen Geschlechts, folgten in der zweiten Staffel eine Episode und in der dritten Staffel mehrere Episoden mit weiblichen Heroes.

## Produktion
Die Folgen von Staffel 1 und 2 wurden in Atlanta, Georgia, gedreht, auch wenn Produzent David Collins für die zweite Staffel die Gegend in Ohio als Drehort geplant hatte. Die fünf Hauptakteure wurden in einem Casting in Los Angeles von einem Produktionsteam rund um den Produzenten David Collins ausgewählt. Die Staffeln 3 und 4 wurden in Kansas City, Missouri und Umgebung gedreht. „Queer Eye – We're in Japan!“ wurde in und um Tokio gedreht, für Staffel 5 war Philadelphia, Pennsylvania der Drehort. Staffel 6 wurde in Texas gedreht. Die Dreharbeiten für Staffeln 7 und 8 fanden in New Orleans statt. Für Staffel 9 wird in Las Vegas gedreht.

## Episodenliste
Die Staffeln haben zwischen sechs und zehn Episoden. Staffel zwei trug einen eigenen Untertitel: Queer Eye – More than a makeover.
Zusätzlich zu den regulären Staffeln werden auch Spezialausgaben produziert. Am 21. Juni 2018 wurde eine Folge veröffentlicht, bei der die Fab Five in der Stadt Yass in New South Wales in Australien waren. Am 1. November 2019 wurde das Spin-off „Queer Eye – We're in Japan!“ veröffentlicht. Am 7. Juli 2021 wurde eine zusätzliche Episode aus Philadelphia auf Youtube veröffentlicht.
| Staffel         | Episode | Deutscher Titel                          | Originaltitel                          | Hero(s)                                    | Drehort                    | Erstveröffentlichung     |
| --------------- | ------- | ---------------------------------------- | -------------------------------------- | ------------------------------------------ | -------------------------- | ------------------------ |
| 1               | 1       | Gegen Hässlichkeit gibt es keine Medizin | „You Can't Fix Ugly“                   | Tom                                        | Atlanta, Georgia           | 7. Februar 2018          |
| 1               | 2       | Rettet Bigfoot                           | „Saving Sasquatch“                     | Neal                                       | Atlanta, Georgia           | 7. Februar 2018          |
| 1               | 3       | Irgendwann ist Jede Party zu Ende        | „Dega Don't“                           | Cory                                       | Atlanta, Georgia           | 7. Februar 2018          |
| 1               | 4       | Schwul oder nicht schwul                 | „To Gay or Not Too Gay“                | AJ                                         | Atlanta, Georgia           | 7. Februar 2018          |
| 1               | 5       | Camp-Regeln                              | „Camp Rules“                           | Bobby                                      | Atlanta, Georgia           | 7. Februar 2018          |
| 1               | 6       | Die Renaissance des Remington            | „The Renaissance Of Remington“         | Remington                                  | Atlanta, Georgia           | 7. Februar 2018          |
| 1               | 7       | Unterdurchschnittlich                    | „Below Average Joe“                    | Joe                                        | Atlanta, Georgia           | 7. Februar 2018          |
| 1               | 8       | Kameradschaft unter Feuerwehrmännern     | „Hose Before Bros“                     | Jeremy                                     | Atlanta, Georgia           | 7. Februar 2018          |
| 2               | 9       | Gott segne Gay                           | „God Bless Gay“                        | Tammye                                     | Atlanta, Georgia           | 15. Juni 2018            |
| 2               | 10      | Ein Antrag                               | „A Decent Proposal“                    | William                                    | Atlanta, Georgia           | 15. Juni 2018            |
| 2               | 11      | Sexy Biest                               | „Unleash The Sexy Beast“               | Leo                                        | Atlanta, Georgia           | 15. Juni 2018            |
| 2               | 12      | Handwerker können alles                  | „The Handyman Can“                     | Jason                                      | Atlanta, Georgia           | 15. Juni 2018            |
| 2               | 13      | Alles ist möglich                        | „Sky’s The Limit“                      | Skyler                                     | Atlanta, Georgia           | 15. Juni 2018            |
| 2               | 14      | Kleine große Lügen                       | „Big Little Lies“                      | Arian                                      | Atlanta, Georgia           | 15. Juni 2018            |
| 2               | 15      | Aufgehübscht                             | „Bedazzled“                            | Sean                                       | Atlanta, Georgia           | 15. Juni 2018            |
| 2               | 16      | Make Ted Great Again                     | „Make Ted Great Again“                 | Ted                                        | Atlanta, Georgia           | 15. Juni 2018            |
| Special         | 17      | Yass, Australien                         | „Yass, Australien!“                    | George                                     | New South Wales            | 21. Juni 2018            |
| 3               | 18      | Von der Jägerin zur Gejagten             | „From Hunter To Huntee“                | Jody                                       | Kansas City, Missouri      | 15. März 2019            |
| 3               | 19      | Der Rebell                               | „Lost Boy“                             | Joey                                       | Kansas City, Missouri      | 15. März 2019            |
| 3               | 20      | Jones Bar-B-Q                            | „Jones Bar-B-Q“                        | Deborah aka „Little“ und Mary aka „Shorty“ | Kansas City, Missouri      | 15. März 2019            |
| 3               | 21      | Als Robert Jamie kennenlernte            | „When Robert Met Jamie“                | Robert                                     | Kansas City, Missouri      | 15. März 2019            |
| 3               | 22      | Black Girl Magic                         | „Black Girl Magic“                     | Jess                                       | Kansas City, Missouri      | 15. März 2019            |
| 3               | 23      | Elrod und Sons                           | „Elrod & Sons“                         | Rob                                        | Kansas City, Missouri      | 15. März 2019            |
| 3               | 24      | Vom Faultier zum Wow-Tier                | „Sloth To Slay“                        | Thomas                                     | Kansas City, Missouri      | 15. März 2019            |
| 3               | 25      | Baby unterwegs                           | „Baby On Board“                        | Tony                                       | Kansas City, Missouri      | 15. März 2019            |
| 4               | 26      | Die selbstlose Lehrerin                  | „Without Further Ado“                  | Kathi                                      | Kansas City, Missouri      | 19. Juli 2019            |
| 4               | 27      | Disabled but Not Really                  | „Disabled but Not Really“              | Wesley                                     | Kansas City, Missouri      | 19. Juli 2019            |
| 4               | 28      | Der lustlose Stoner                      | „Stoner Skates By“                     | John                                       | Kansas City, Missouri      | 19. Juli 2019            |
| 4               | 29      | Ein Neuanfang für Wanda                  | „How Wanda Got Her Groove Back“        | Wanda                                      | Kansas City, Missouri      | 19. Juli 2019            |
| 4               | 30      | Maulwurf Kenny                           | „On Golden Kenny“                      | Kenny                                      | Kansas City, Missouri      | 19. Juli 2019            |
| 4               | 31      | Die Erzählung zweier Kulturen            | „A Tale of Two Cultures“               | Deanna                                     | Kansas City, Missouri      | 19. Juli 2019            |
| 4               | 32      | Ein Soldat kehrt heim                    | „Soldier Returns Home“                 | Brandonn                                   | Kansas City, Missouri      | 19. Juli 2019            |
| 4               | 33      | Der moderne Bauer                        | „Farm to Able“                         | Matt                                       | Kansas City, Missouri      | 19. Juli 2019            |
| We're in Japan! | 34      | Ein Herz und eine Krone auf Japanisch    | „Japanese Holiday“                     | Yoko                                       | Tokyo, Japan               | 1. November 2019         |
| We're in Japan! | 35      | Crazy in Love                            | „Crazy in Love“                        | Kan                                        | Tokyo, Japan               | 1. November 2019         |
| We're in Japan! | 36      | Die ideale Frau                          | „The Ideal Woman“                      | Kae                                        | Tokyo, Japan               | 1. November 2019         |
| We're in Japan! | 37      | Die Wiederbelebung der Romanze           | „Bringing Sexy Back“                   | Makoto                                     | Tokyo, Japan               | 1. November 2019         |
| 5               | 38      | Preaching Out Loud                       | „Preaching Out Loud“                   | Noah                                       | Philadelphia, Pennsylvania | 5. Juni 2020             |
| 5               | 39      | Groomer Has It                           | „Groomer Has It“                       | Rahanna                                    | Philadelphia, Pennsylvania | 5. Juni 2020             |
| 5               | 40      | Father of the Bride                      | „Father Of The Bride“                  | Kevin                                      | Philadelphia, Pennsylvania | 5. Juni 2020             |
| 5               | 41      | The North Philadelphia Story             | „The North Philadelphia Story“         | Tyreek                                     | Philadelphia, Pennsylvania | 5. Juni 2020             |
| 5               | 42      | The Anxious Activist                     | „The Anxious Activist“                 | Abby                                       | Philadelphia, Pennsylvania | 5. Juni 2020             |
| 5               | 43      | DJ’s on Repeat                           | „DJ’s On Repeat“                       | Ryan                                       | Philadelphia, Pennsylvania | 5. Juni 2020             |
| 5               | 44      | Silver Lining Sweeney                    | „Silver Lining Sweeney“                | Jennifer                                   | Philadelphia, Pennsylvania | 5. Juni 2020             |
| 5               | 45      | Father Knows Fish                        | „Father Knows Fish“                    | Marcos                                     | Philadelphia, Pennsylvania | 5. Juni 2020             |
| 5               | 46      | Paging Dr. Yi                            | „Paging Dr. Yi“                        | Lilly                                      | Philadelphia, Pennsylvania | 5. Juni 2020             |
| 5               | 47      | Body Rock or Bust                        | „Body Rock Or Bust“                    | Nate                                       | Philadelphia, Pennsylvania | 5. Juni 2020             |
| Special         | 48      | Where There’s a Will...                  | „Where There’s a Will...“              | William                                    | Philadelphia, Pennsylvania | 7. Juli 2021 auf Youtube |
| 6               | 49      | Showdown am Broken Spoke                 | „Showdown at the Broken Spoke“         | Terri                                      | Austin, Texas              | 31. Dezember 2021        |
| 6               | 50      | Starke Angel                             | „Angel Gets Her Wings“                 | Angel                                      | Austin, Texas              | 31. Dezember 2021        |
| 6               | 51      | Keine Entschuldigungen mehr              | „No More Bull“                         | Josh                                       | Austin, Texas              | 31. Dezember 2021        |
| 6               | 52      | Ein unvergesslicher Abend                | „A Night to Remember“                  | Navarro-Abschlussballkomitee               | Austin, Texas              | 31. Dezember 2021        |
| 6               | 53      | Der Mann vom See                         | „Craw-Zaddy“                           | Todd                                       | Austin, Texas              | 31. Dezember 2021        |
| 6               | 54      | Heldin der Gemeinde                      | „Community Allied“                     | Dr. Jereka                                 | Austin, Texas              | 31. Dezember 2021        |
| 6               | 55      | Schneewittchen aus Central Texas         | „Snow White of Central Texas“          | Jamie                                      | Austin, Texas              | 31. Dezember 2021        |
| 6               | 56      | Ein Herz für die Obdachlosen             | „Gimme Shelter“                        | Chris                                      | Austin, Texas              | 31. Dezember 2021        |
| 6               | 57      | Eine frisch gebackene Legende            | „A Legend in the Baking“               | Sarah                                      | Austin, Texas              | 31. Dezember 2021        |
| 6               | 58      | Mangelnde Inspiration                    | „The Mis-Inspiration of Reggie Devore“ | Reggie                                     | Austin, Texas              | 31. Dezember 2021        |
| 7               | 59      | Queer Eye für die Lambda Chi             | „Queer Eye for the Lambda Chi“         | Studentenverbindung                        | New Orleans, Louisiana     | 12. Mai 2023             |
| 7               | 60      | Superfan Steph                           | „Superfan Steph“                       | Stephanie                                  | New Orleans, Louisiana     | 12. Mai 2023             |
| 7               | 61      | Speedy fürs Leben                        | „Speedy for Life“                      | Speedy                                     | New Orleans, Louisiana     | 12. Mai 2023             |
| 7               | 62      | Jenni Seckels Tagebuch                   | „Jenni Seckel's Diary“                 | Jenni                                      | New Orleans, Louisiana     | 12. Mai 2023             |
| 7               | 63      | Traummann Dan                            | „Deli Dan is a Dream Man“              | Dan                                        | New Orleans, Louisiana     | 12. Mai 2023             |
| 7               | 64      | Miss Mary                                | „Ms. Mary Quite Contrary“              | Mary                                       | New Orleans, Louisiana     | 12. Mai 2023             |
| 7               | 65      | Die Saat ausbringen                      | „Sowing the Seeds“                     | Michael                                    | New Orleans, Louisiana     | 12. Mai 2023             |
| 8               | 66      | Mr. Fantastisch!                         | „Mr. Fantastic“                        | Ernest                                     | New Orleans, Louisiana     | 24. Januar 2024          |
| 8               | 67      | Der Superfan                             | „Kiss the Sky“                         | Tim                                        | New Orleans, Louisiana     | 24. Januar 2024          |
| 8               | 68      | Das süße Leben                           | „The Sweet Life“                       | Doreen                                     | New Orleans, Louisiana     | 24. Januar 2024          |
| 8               | 69      | Beschützt das Nest                       | „Protect the Nest“                     | Denton                                     | New Orleans, Louisiana     | 24. Januar 2024          |
| 8               | 70      | Die Nonne                                | „The Flying Nun“                       | Alison                                     | New Orleans, Louisiana     | 24. Januar 2024          |
| 8               | 71      | Wenn ich sage sexy, sagst du             | „When I Say Sexy, You Say“             | Anh                                        | New Orleans, Louisiana     | 24. Januar 2024          |